# 昔奈音
昔奈音（？—?），新罗宗室，第10任国王奈解尼師今的子。

## 家族
- 父：日知葛文王
- 丈夫：儒理尼師今
- 儿子：逸聖尼師今